# Dirmerzheim
Dirmerzheim ist ein nördlicher Stadtteil von Erftstadt im nordrhein-westfälischen Rhein-Erft-Kreis in Deutschland.

## Lage
Dirmerzheim liegt in der Rotbachaue zwischen Lechenich-Konradsheim und Gymnich. Durch den Ort verläuft die Landstraße 162.

## Geschichte

### Vorgeschichte und römische Zeit
Die Geschichte der Region um Dirmerzheim weist, wie die der meisten Ortschaften Erftstadts über die fränkische Zeit hinaus, weit in die Vergangenheit. Nur 500 Meter nordwestlich des heutigen Ortes wurde im Griesfeld (Gymnich) eine Bandkeramische Siedlung nachgewiesen und dokumentiert. Die 1994 südlich des Ortes (nördlich von Konradsheim) gefundenen Keramiken waren Fragmente, die der späten Latènezeit zugeordnet wurden. Fundstücke aus römischer Zeit, wie Ziegelreste, Keramikfragmente, aber auch ein Brandgrab belegten eine Besiedlung auch in dieser Epoche.

### Lebensverhältnisse in Mittelalter und Neuzeit
Die Ortsbezeichnung Dirmerzheim verweist auf eine fränkische Siedlung und bedeutet „Heim des Diormund oder Dirmund“. Bei der ersten schriftlichen Erwähnung in einer Handschrift des Benediktinerklosters Köln-Deutz wird 1155 Dirmerzheim als „Dirmundsheim“ und Ort der Pfarre Lechenich genannt. In der Handschrift sind die Pfarreien, die jährlich eine Spende oder Almosen dem Kloster St. Heribert in Deutz überbrachten, aufgelistet. Bei der Pfarre Lechenich wurden auch die Orte der Filialkirchen angeführt.
Nach einer erzbischöflichen Steuerliste des Erzbischofs Siegfried von Köln die um 1293 aufgestellt wurde, waren diesem gegenüber elf Familien abgabenpflichtig, unter ihnen die Familie eines Lechenicher Burgmannes, des Lechenicher Schultheißen und die Familie zweier Lechenicher Schöffen.
Ob Dirmerzheim wie die übrigen Orte der Pfarre Lechenich ursprünglich auch zur Lechenicher Bürgerschaft gehörte und erst später ausgegliedert wurde, konnte nicht geklärt werden. Bei der Nennung der Bürgerschaft im Jahre 1517 gehörte Dirmerzheim nicht dazu.
Die Dirmerzheimer waren überwiegend Kleinbauern, aber auch ein im Ort ansässiger Gastwirt und ein Hufschmied bewirtschafteten ihre kleinen Landstücke. Hierfür zahlten sie eine Grundpacht und hatten neben abzuliefernden Rauchhühnern an die erzbischöfliche Kellnerei in Lechenich auch landesherrliche Steuern zu zahlen. Ferner zahlten sie den großen Zehnt an das Stift St. Aposteln in Köln. Einige Familien waren auch der Adelsfamilie der Hase von Konradsheim oder anderen Adeligen abgabenpflichtig.
Dirmerzheim bildete eine eigene Honschaft im Amt Lechenich und war wie alle Honschaften zu Dienstleistungen, Hand- und Spanndienste genannt, verpflichtet. Seit 1700 wurden Ortsvorsteher und Gemeindemänner angeführt, die einerseits die Interessen des Landesherrn wahrnahmen aber auch die der Bewohner des Dorfes. Sie hoben die landesherrlichen Steuern aus, führten die Aufsicht bei den Diensten für den Kurfürsten, hatten die Kamine zu visitierten und richteten Bittschriften an die Behörde, wenn die Belastungen des Dorfes zu groß waren. Gegen unangemessene Forderungen legten sie Protest ein und berieten sich mit den Vertretern der anderen Honschaften, um so zu versuchen, gemeinsam die Interessen der Dörfer durchzusetzen. Sie waren verpflichtet, dem Amtmann oder dem Amtsverwalter die Gemeinderechnung über Einkünfte und Ausgaben der Honschaft vorzulegen.
Für den Alltag der Dirmerzheimer bestanden festgesetzte Regeln, die zu beachten und einzuhalten waren. Wer sich nicht an die Verordnungen hielt, hatte nach einem Amtsverhör in Lechenich mit einer Brüchtenstrafe zu rechnen. Das Lechenicher Schöffengericht war für alle Rechtshandlungen zuständig.
Durch die kriegerischen Auseinandersetzungen des 17. und 18. Jahrhunderts war die Bevölkerung stark belastet. Im Jahre 1642 gehörte Dirmerzheim zu den Orten, deren Häuser nach der Belagerung Lechenichs niedergebrannt wurden. Die Belastungen durch Einquartierungen, Fouragelieferungen und Geldzahlungen waren so stark, dass Kredite notwendig waren, um die Fourage bezahlen zu können. 1709 sahen sich die Einwohner gezwungen, ihren Gemeindebroich verkaufen, den der Lechenicher Amtmann Wolff-Metternich zur Gracht erwarb.
Die Zahl der Häuser hatte sich von 1587 bis 1664 nicht verändert. Bei der Verzeichnung des Grundbesitzes im Jahre 1660 und der steuerlichen Erfassung 1664 bestand der Ort aus 56 Häusern, davon 51 Bauernhäuser, vier große Höfe und eine Mühle der Hase von Konradsheim.
Nach einer Steuerliste von 1738 wurden die Einwohner in vier Klassen eingeteilt. In der ersten Klasse waren die Halfen der großen Güter, die jeder drei Reichstaler zahlten. Die zweite Klasse der „Bestbeerbten“ (Wohlhabenden) unterschied sich kaum von der dritten Klasse, die überwiegend aus Handwerkern bestand. Beide Klassen zahlten einen Reichstaler. Von den in der vierten Klasse erfassten 43 Personen, die 40 Albus zahlten, wurden 30 als Tagelöhner oder Kötter bezeichnet, die übrigen als arme Witwen. Ferner gab es elf Personen, die keiner Klasse zugerechnet wurden. Diese Klassenlosen waren Bettler oder arme Witwen und zahlten nichts.
Im Laufe des 18. Jahrhunderts hatte sich Dirmerzheim vergrößert und verselbständigt. Im Ort gab es Lebensmittel zu kaufen, und für die Dinge des täglichen Bedarfs gab es die Handwerker, die man benötigte. Dirmerzheim gehörte bis zur Zeit der französischen Herrschaft zum kurkölnischen Amt Lechenich.

### Adeliger und geistlicher Besitz
Neben den Adelsgütern gab es Güter in geistlichem Besitz, von denen der größte Besitz der Hof der Kölner Jesuiten und der Steinfelder Hof waren.

#### Der Hof des Kurfürsten
Der Erzbischof und Kurfürst von Köln besaß in Dirmerzheim einen auf dem Hostert gelegenen Hof, der an dem das Dorf durchfließenden Rotbach lag, der die das Anwesen umgebenden Wassergräben füllte. Der Hof wurde von der Kellnerei in Lechenich im Auftrage des Kurfürsten verpachtet. Das 1642 abgebrannte Wohnhaus war auch 1650 noch nicht aufgebaut, sodass dem Halfen ein Pachtnachlass gewährt wurde. Im Jahre 1661 gehörten zum Hof vier Morgen Hofareal, 60 Morgen Ackerland und 10½ Morgen Benden. Im 18. Jahrhundert mussten mehrfach Reparaturen an den Hofgebäuden und die Errichtung von Dämmen als Schutz vor den jährlichen Hochwässern vorgenommen werden.
Der Erzbischof und Kurfürst von Köln hatte mehrere Güter an Adelige vergeben, die über diese Lehen mit seiner Zustimmung selbst verfügen konnten. Diese Güter, große wasserumwehrte Höfe, lagen entlang des Rotbachs.

#### Dirmerzheimer Burg

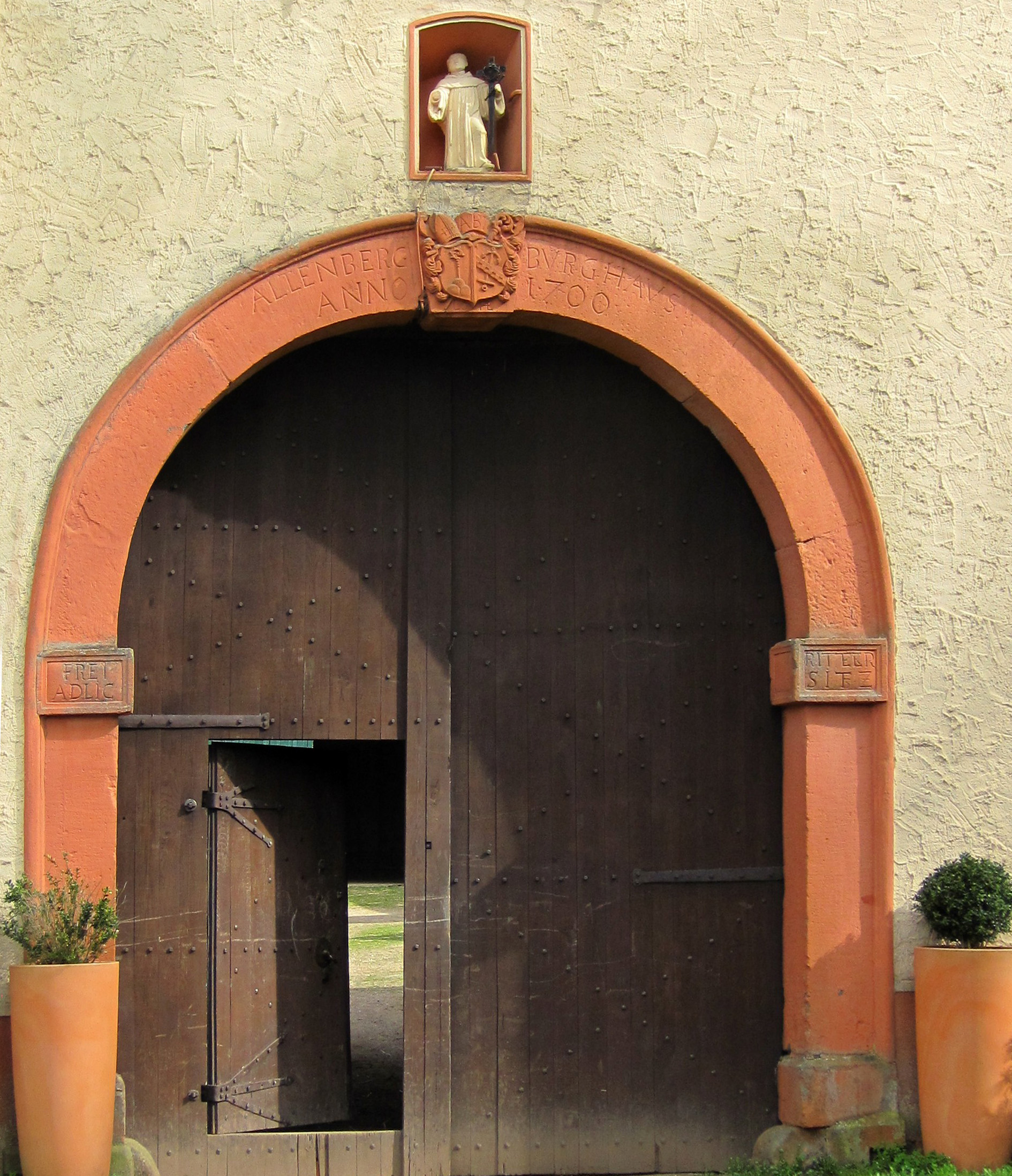
Hoftor der ehemaligen Burg

Im Jahre 1450 war Karsil Rost von Dirmerzheim, ein Nachkomme der seit 1334 in Dirmerzheim genannten Familie der Rost von Dirmerzheim mit der „Dirmerzheimer Burg“ belehnt, den seine Frau Margarethe Wolff von Rheindorf nach seinem Tode bei ihrer erneuten Heirat an Johann von Buschfeld brachte. Ihre Tochter erhielt den Hof als Mitgift zu ihrer Heirat mit Arnold von Gymnich im Jahre 1477. Der Adelssitz blieb im Besitz der Herren von Gymnich bis zum Verkauf an die Abtei Altenberg im Jahre 1699. Nach der Deskription von 1587 und der Vermessung aller Güter in Dirmerzheim von 1659 bis 1661 gehörten zum Rittergut Haus und Hofareal mit Gemüsegarten, Dämmen und Weihern, insgesamt sechs Morgen, sowie 146 Morgen Ackerland und 12 Morgen Benden (Wiesen). Da die Besitzer, die Herren von Gymnich und die Äbte von Altenberg, die Burg nicht bewohnten und den Hof von Pächtern bewirtschaften ließen, wurde sie nicht als Schloss ausgebaut, wie es bei anderen Rittersitzen im Umland der Fall war.

#### Ketzgenshof
Ein anderer großer Hof, der jahrhundertelang als Lehnshof vergeben wurde, war der Ketzgens- oder Katzenhof. Der um 1400 erstmals genannte Hof im Besitz der Familie von Hoilbuch kam 1450 in Erbfolge an die von Krieckenbeck, genannt Barle. Danach waren die Katzen oder Ketzgen mit dem Hof belehnt, den sie von Pächtern (Halfen) bewirtschaften ließen. Eine Erbtochter der Ketzgen brachte den Hof an die Familie von Bodelschwing, die 1785 den Hofbesitz (d. h. Hofareal, Ackerland und Benden) an die Herren von Gymnich verkaufte.

#### Weiherhof
Mit dem Weiherhof, einem Unterlehen der Kölner Erbvogtei, war Wilhelm von Turre genannt von der Zieselsmaar belehnt. Er vererbte ihn seinem Verwandten Evert von Zweiffel, dessen Erben ihn 1566 an Jakob von Harff verkauften. Im Jahre 1650 war der Hof im Besitz des Kurfürsten und wurde von ihm zu Lehen gegeben. Der Hof kam durch Erbfolge an verschiedene Besitzer, von Efferen zu Stolberg, von Frentz, von Broich, 1729 an die von Zehmann aus Amberg in Bayern. Die Hofanlage, Wohnhaus und Hofgebäude, waren 1689 beim Abzug der französischen Truppen niedergebrannt, danach jedoch nicht wieder aufgebaut worden. Im Jahre 1760 verkaufte Zehmann mit kurfürstlicher Genehmigung den Hof an die Herren von Gymnich.

#### Dirmerzheimer Mühle
Am Rotbach lag auch die Dirmerzheimer Mühle des Hauses Konradsheim, die 1357 erstmals erwähnt wurde. 1622 fiel die Kornmühle zu Dirmerzheim an Wessel von Loe zu Wissen, der mit der ältesten Tochter des Degenhard Hase verheiratet war. Es gelang ihm nicht, den Mühlenzwang für die beiden Mühlen in Dirmerzheim und Ahrem durchzusetzen. Nach einem Vergleich mit Erzbischof und Kurfürst Ferdinand 1627 wurden die Einwohner von Konradsheim aus dem Lechenicher Mühlenzwang entlassen und konnten auf der Dirmerzheimer Mühle mahlen lassen, doch waren sie dazu, ebenso wie die Einwohner von Dirmerzheim nicht verpflichtet, die auch auf der Dirmerzheimer Mühle mahlen ließen.

#### Hof des Klosters Steinfeld
An der Dirmerzheimer Straße neben der Kirche lag ein Hof, den die Abtei Steinfeld Mitte des 18. Jahrhunderts für das Seminar der Norbertiner in Köln, das der Abtei Steinfeld unterstand, gekauft hatte.

#### Güter des Jesuitenordens
Die 70 Morgen Ackerland und Benden des Jesuitenordens in Dirmerzheim hatten die Jesuiten 1588 aus dem Besitz des aufgelösten Klosters St. Isidor in Bonn übernommen. Bei der Auflösung des Ordens 1773 fiel der Besitz an das Kölner Priesterseminar, und dann nach einem Vertrag zwischen dem Kurfürsten und der Stadt Köln an das dortige Dreikönigsgymnasium, an dem die Exjesuiten als Lehrer weiter tätig waren.

### Veränderungen des Ortsbildes im 19. und 20. Jahrhundert
Im Laufe der Jahrhunderte entwickelte sich der Ort zu einem Straßendorf entlang der heutigen Dirmerzheimer Landstraße, der vormaligen Strubbelstraße, und der Bachstraße am Rotbach, der heutigen Brückenstraße, von denen kleine Nebengassen abzweigten.

### Französische Zeit
Vom Einmarsch der französischen Revolutionstruppen 1794 und den folgenden Jahren der Besetzung bis 1797 war die Dirmerzheimer Bevölkerung durch Einquartierung, Kontributionen, Hand- und Spanndienste sowie Fouragelieferungen stark belastet. Nach der Einrichtung neuer Verwaltungsbezirke unter französischer Herrschaft 1798 und 1800 bildeten seit 1800 die Gemeinden Dirmerzheim und Gymnich die Mairie Gymnich im Kanton Lechenich im Arrondissement de Cologne im Département de la Roer.
Im Jahre 1799 hatte Dirmerzheim 108 Haushaltsvorstände, 366 Einwohner und 153 Kinder. 52 Familien bezeichneten sich als Tagelöhner, ohne die Söhne und Töchter der Witwen, die in deren Haushalt lebten. 23 Familien waren Landwirte, von den übrigen Familien betrieben 16 ein Gewerbe. Von den zwei im Ort ansässigen jüdischen Familien, insgesamt 11 Personen, galt eine als sehr arm. In den Familien des Ortes fanden sich unter den Haushaltsvorständen ein Müller, ein Hufschmied, ein Assenmacher, zwei waren Lebensmittelhändler, zwei Schuhmacher, zwei Faßbinder, zwei Schneider, zwei Weißbrotbäcker und drei Leineweber. 10 Frauen lebten als Witwen in eigenem Haushalt. Ferner wohnten der Pfarrer, ein Adjunkt (Pfarrgehilfe), ein Lehrer, ein Küsterlehrer und ein Feldhüter in Dirmerzheim.
Nach dem Frieden von Lunéville 1801 gehörten die linksrheinischen Gebiete zum französischen Staat und die Einwohner Dirmerzheims wurden französische Bürger.
Infolge der Säkularisation im Jahre 1802 wurde der als „Heustershof“ bezeichnete Hof des Kurfürsten verstaatlicht und 1807 in Aachen versteigert. Die Hofgebäude wurden in der folgenden Zeit abgerissen und das Ackerland wurde unter mehreren Besitzern geteilt.
Der Rittersitz des Klosters Altenberg wurde als geistlicher Besitz säkularisiert, die Gebäude und über 200 Morgen Ackerland und Benden 1807 als „Tilmeshof“ (Timannshof) verkauft. Jahrzehntelang wurde der Hof nach den Besitzern Kompshof genannt.
Auch der ebenfalls säkularisierte und verkaufte Hof des Klosters Steinfeld kam in Privatbesitz.

### Preußische Zeit
Die Maire Gymnich blieb in preußischer Zeit als Bürgermeisterei, dann ab 1927 als Amt weiter bestehen. Das blieb so bis zur kommunalen Verwaltungsreform und der Bildung der Stadt Erftstadt im Jahre 1969.
Mit der Intensivierung des Braunkohleabbaus am Ende des 19. Jahrhunderts verdienten viele Einwohner Dirmerzheims ihren Lebensunterhalt in den Gruben oder Brikettfabriken der Rheinischen Braunkohlebetriebe, vor allem in Zieselsmaar. Nebenbei betrieben sie weiter Landwirtschaft für den Eigenbedarf.
Der Bau der beiden Provinzialstraßen Neuss-Kerpen-Lechenich im Jahr 1854, und Lechenich – Derkum – Euskirchen im Jahr 1857 brachte Dirmerzheim eine wesentliche Verbesserung der Verkehrsanbindung. Auch durch den Postbusverkehr, seit den 1920er Jahren durch Kraftpostbusse, von Köln nach Gymnich über Lechenich und zurück, wurde Dirmerzheim an das überörtliche Verkehrsnetz angebunden.

### St. Remigius

#### Kirche

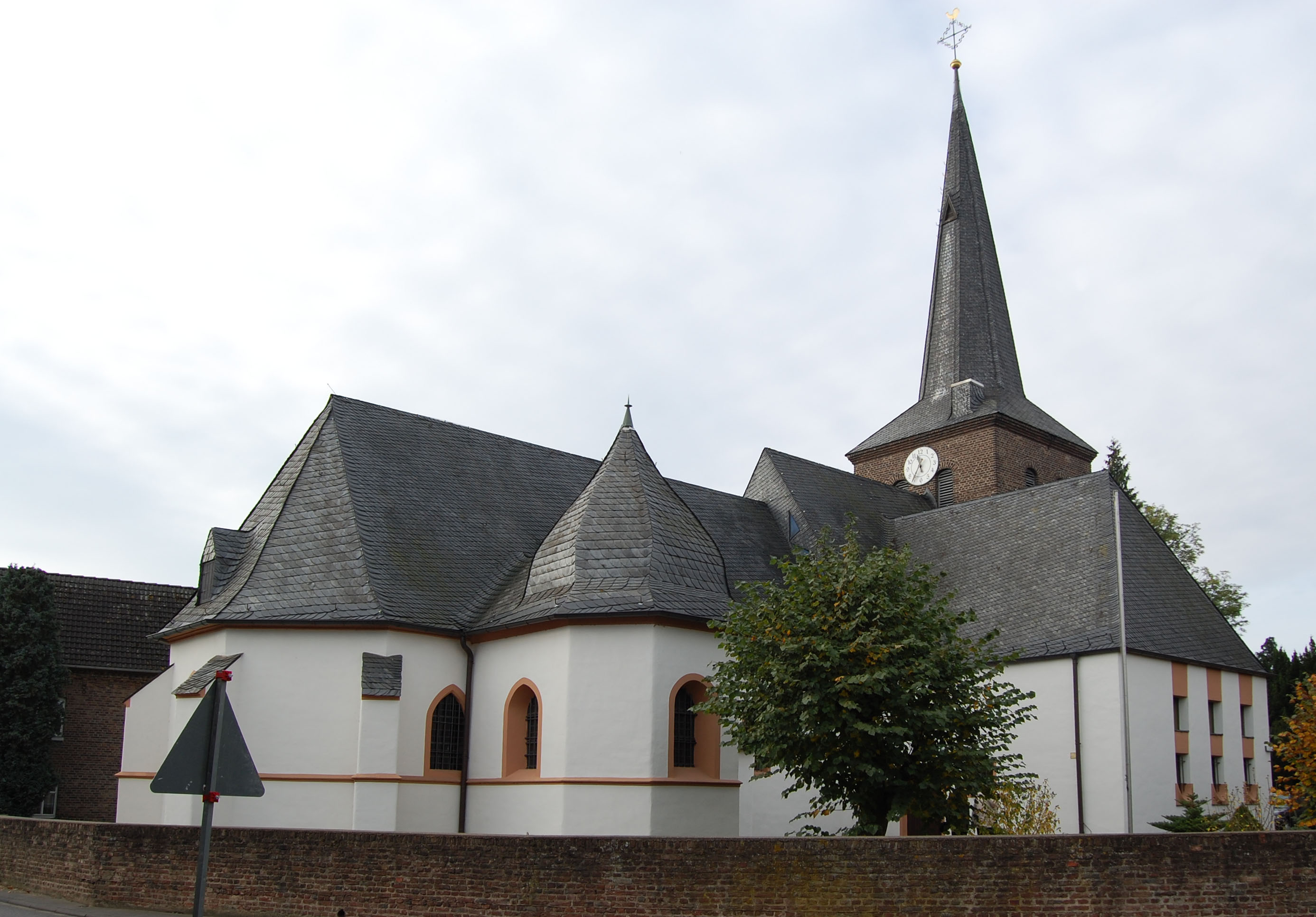
St. Remigius

Die 1357 erstmals erwähnte Kirche liegt leicht erhöht und wird durch die Kirchhofsmauer von der vorbeiführenden Landstraße abgetrennt.
Die Außenmauern der Kirche, die aus Feldsteinen, Bruchstein und römischem Fundmaterial bestehen, sind bis zu einer Höhe von fast vier Metern zum größten Teil aus den Resten des ursprünglichen Bauwerks, einer im 11. Jahrhundert errichteten romanischen Saalkirche mit eingezogenem quadratischem Chor gebildet. Sie war eine Filiale der Lechenicher Pfarrkirche St. Kilian und dem Stift St. Aposteln in Köln inkorporiert. 1758 wurde Dirmerzheim eine eigene Pfarre.
Die Kirche wurde mehrmals baulich verändert. Verbunden mit einem Erweiterungsbau wurde 1778 der Kirchturm außerhalb der Kirche errichtet. Nach der 1946 durchgeführten Restaurierung der entstandenen Kriegsschäden erhielt die Kirche 1958/60 einen Erweiterungsbau mit einem in das Schiff eingeschobenen Querhaus. Dadurch entstand ein kreuzförmiger Grundriss. Der Altar erhielt seinen neuen Standort in Höhe der Vierung. Der etwas tiefer als das Kirchenschiff gelegene Chor fand eine neue Bestimmung als Taufkapelle.
Der Fußboden des Chores besteht aus hochgestellten in kunstvollen Mustern verlegten Tonplättchen. (Die als Brennhilfen der Töpfer verwendeten Tonplättchen wurden nach dem Brennen zur Weiterverwendung verkauft.)
Die 1946 freigelegten spätgotischen Fresken sind Arbeiten aus dem Jahr 1523, sie wurden 1981/82 gründlich restauriert. Die Fresken im Gewölbe zeigen Symbole des Leidens und der Auferstehung Christi, Schweißtuch und Gotteslamm, das ein Schriftband mit der römischen Jahreszahl MDXXIII (1523) trägt. Die Gemälde an den Chorwänden stellen den heiligen Remigius und die 12 Apostel dar, die zum Stift von St. Aposteln in Köln in Beziehung stehen.

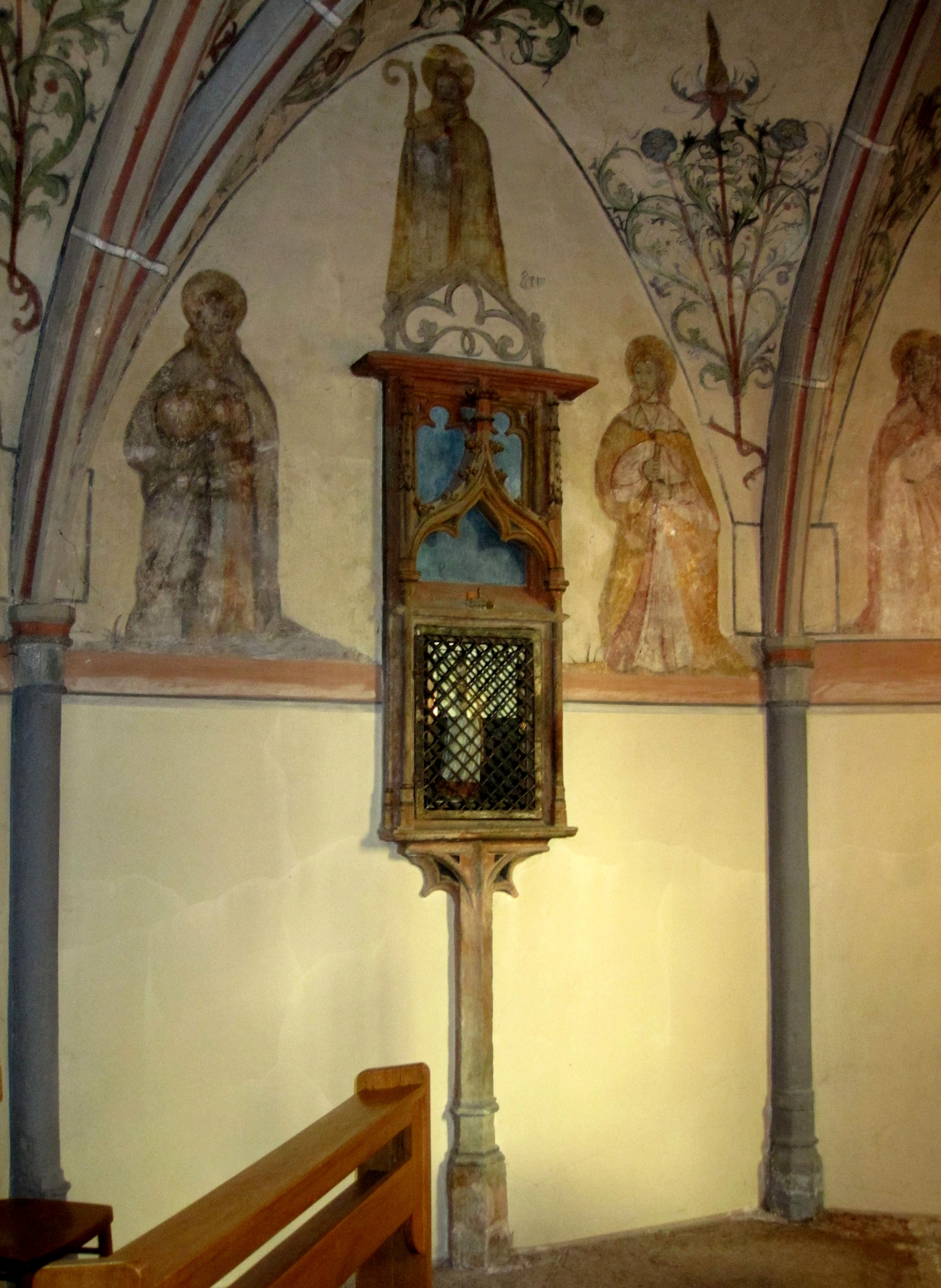
Sakramentshäuschen 15. Jahrhundert
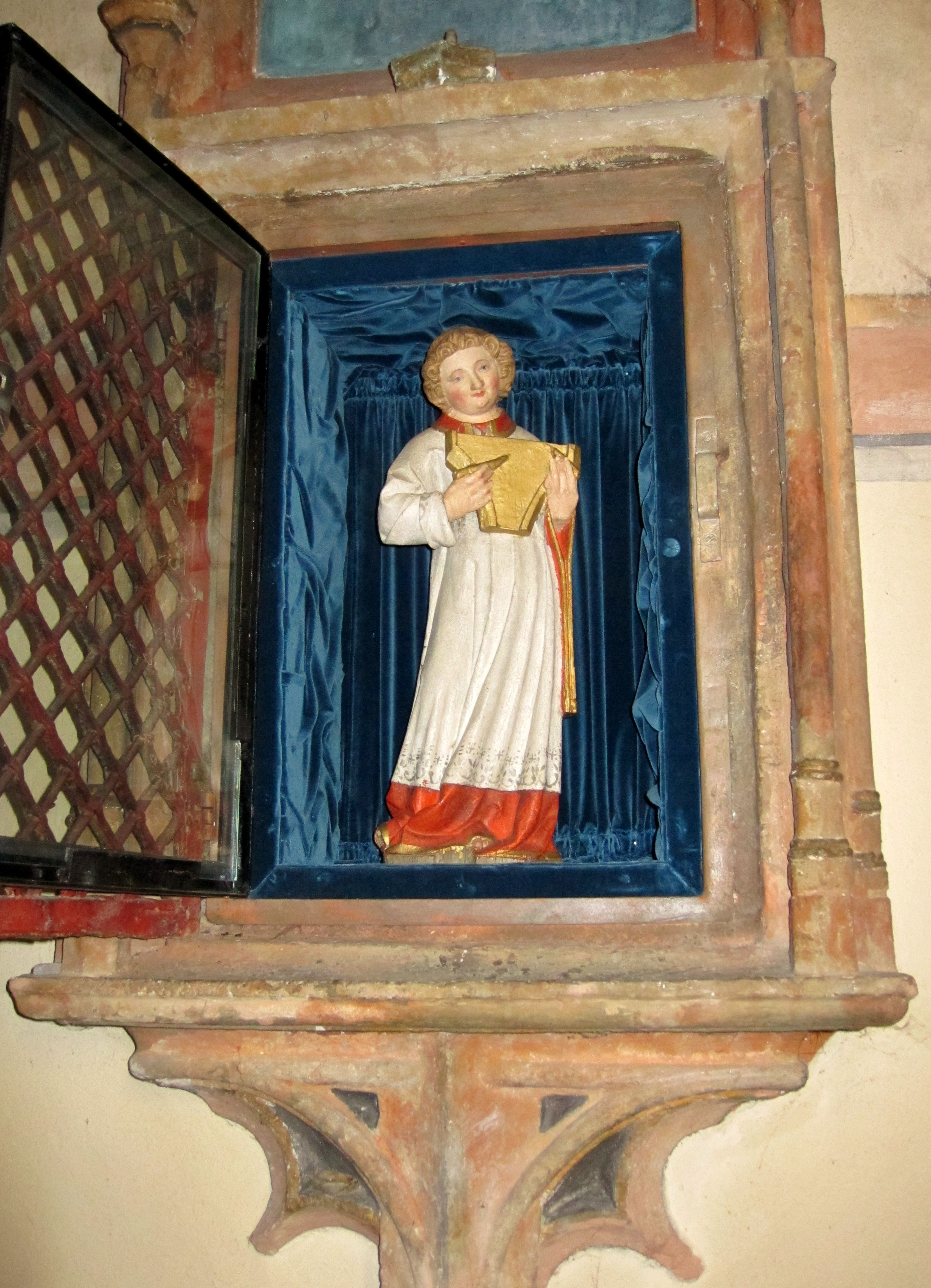
Musizierender Engel um 1280
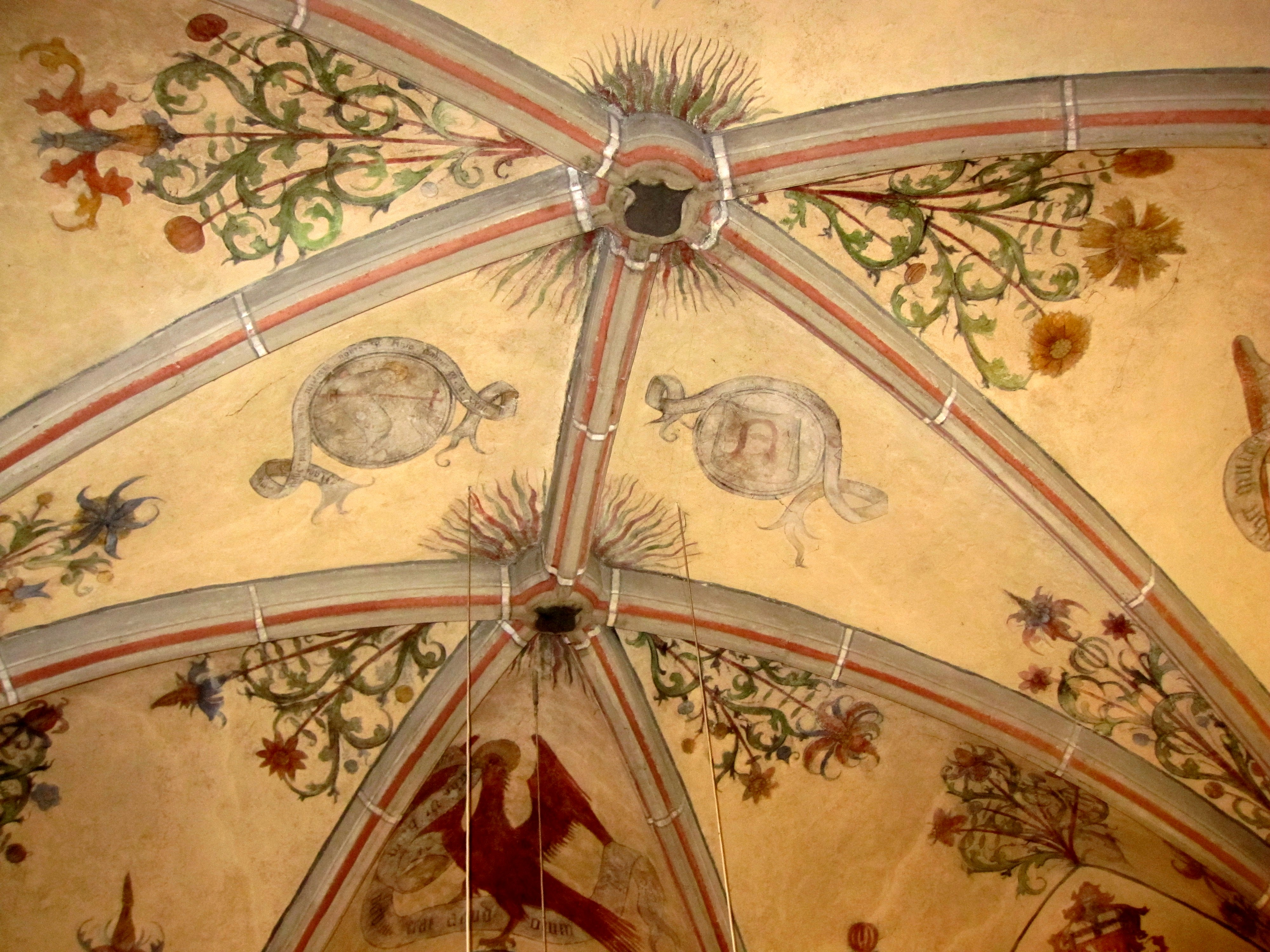
Deckenausmalung von 1523

#### Pfarrhaus

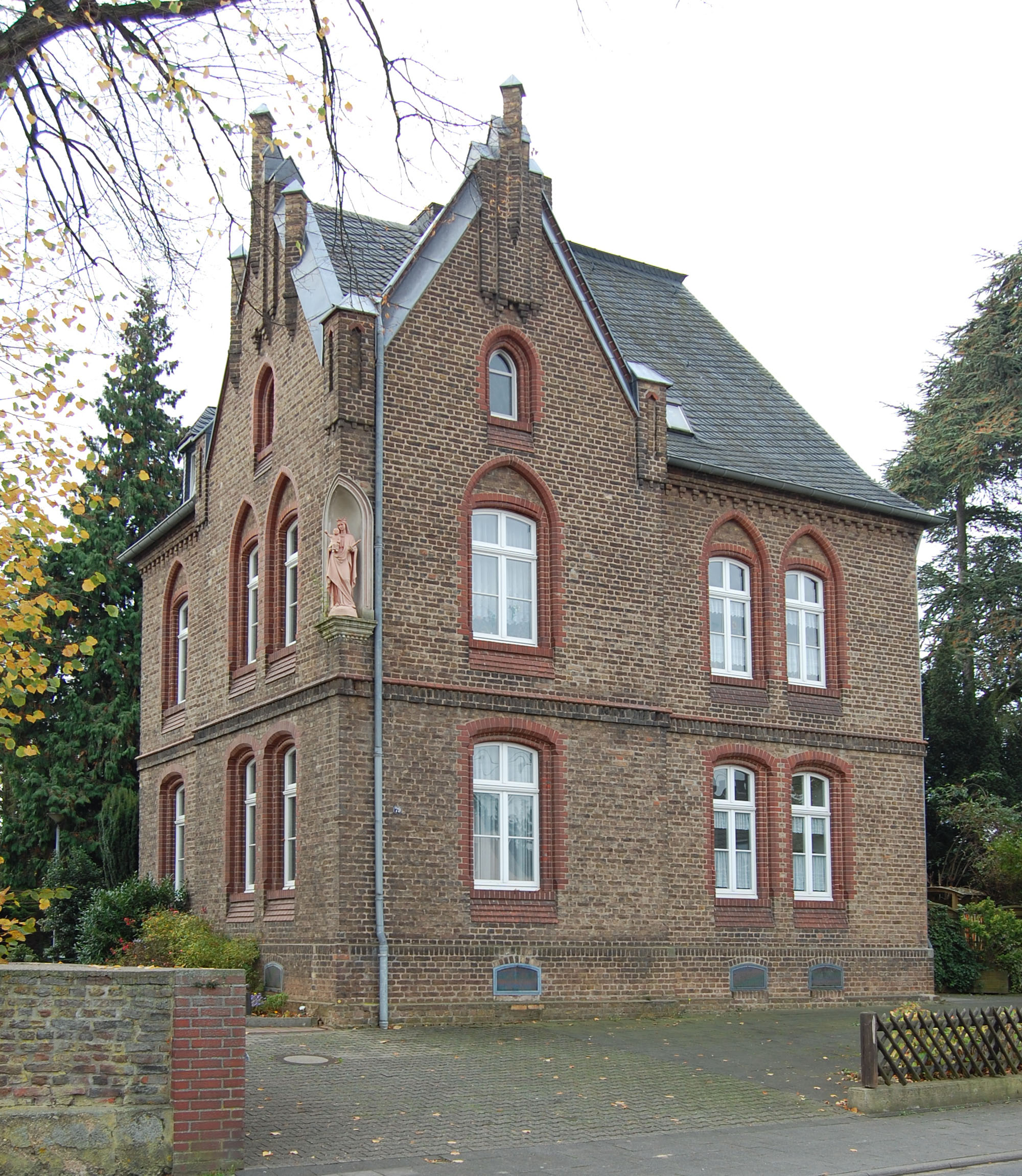
Ehemaliges Pfarrhaus

Nach der Pfarrerhebung Dirmerzheims im Jahr 1758 hatte sich die Gemeinde verpflichtet, ein Pfarrhaus zu bauen, das 1760 neben der Kirche errichtet wurde. Ende des 19. Jahrhunderts genügten die geringen Räumlichkeiten, in denen auch viele Ausstattungsstücke der Kirche untergebracht waren, nicht mehr den damaligen Ansprüchen. Daher wurde gegenüber der Kirche von 1894 bis 1898 ein neues Pfarrhaus im neugotischen Stil erbaut. Nach dem Tode des letzten Pfarrers 1987 diente das Haus, das 1994/95 restauriert wurde, als Pfarrheim, danach das Untergeschoss als Pfarrbüro. Nach der pastoralen Neuordnung des Erzbistums Köln und der Bildung eines größeren Seelsorgebereiches wurde das Büro 2010 geschlossen.

### Schulwesen
Schon Ende des 17. Jahrhunderts hatten mehrere Familien die Einkünfte einer Stiftung für die Bezahlung eines Schulmeisters bestimmt. Im 18. Jahrhundert unterrichtete ein Küsterlehrer die Schulkinder. Nach Einführung der allgemeinen Schulpflicht 1825 durch die preußische Regierung unterrichtete ein ausgebildeter Lehrer, dessen Stelle bis 1867 mit der Küsterstelle verbunden war. Ab 1830 besaß der Ort eine Volksschule, deren Gebäude mehrmals durch Anbauten erweitert und 1962 durch einen Neubau ersetzt wurde. 1970 wurde die Schule aufgelöst. Die Grundschüler besuchen seitdem die Grundschule in Gymnich, die älteren Schüler überwiegend die weiterführenden Schulen im Schulzentrum Lechenich. Die Schulgebäude kamen durch Verkauf in Privatbesitz.
Der Ort verfügt über eine städtische Kindertagesstätte, das „Montessorikinderhaus“.

### Eingemeindung
Am 1. Juli 1969 wurde Dirmerzheim nach Erftstadt eingemeindet.

### Die Bürgermeister von Dirmerzheim
| von  | bis    | Name                               |
| ---- | ------ | ---------------------------------- |
| 1846 | (1854) | Johann Peter Geuer                 |
| 1866 | 1873   | Peter Hommerich                    |
| 1873 | 1874   | Jacob Schmitt                      |
| 1874 | 1875   | Peter Hommerich                    |
| 1877 | 1909   | Ferdinand Komp                     |
| 1909 | 1924   | Adolf Radmacher                    |
| 1924 |        | Bernhard Pütz                      |
| 1924 | 1934   | Edmund Radmacher                   |
| 1935 | 1940   | Johann Theisen                     |
| 1941 | 1945   | Edmund Radmacher                   |
| 1945 |        | Wilhelm Wildenburg – kommissarisch |
| 1946 | 1969   | Josef Groß                         |

## Heutiges Ortsbild
Zahlreiche Um- und Neubauten im alten Ortskern und an der Peripherie haben das alte Dorfbild stark verändert. Nach der zwischen 1936 und 1948 erfolgten Verlegung des Rotbaches, der in einem neuen Bachbett außerhalb des Dorfes in die Erft fließt, und durch Verfüllung des Bachbettes entstand aus der Bachstraße die heutige Brückenstraße. Sie besteht aus zwei parallel verlaufenden Straßen, die durch mehrere quer verlaufende Wege miteinander verbunden sind. Die mit zwei Baumreihen bepflanzte Grünfläche zwischen den beiden Straßen erinnert an den früheren Verlauf des Baches.

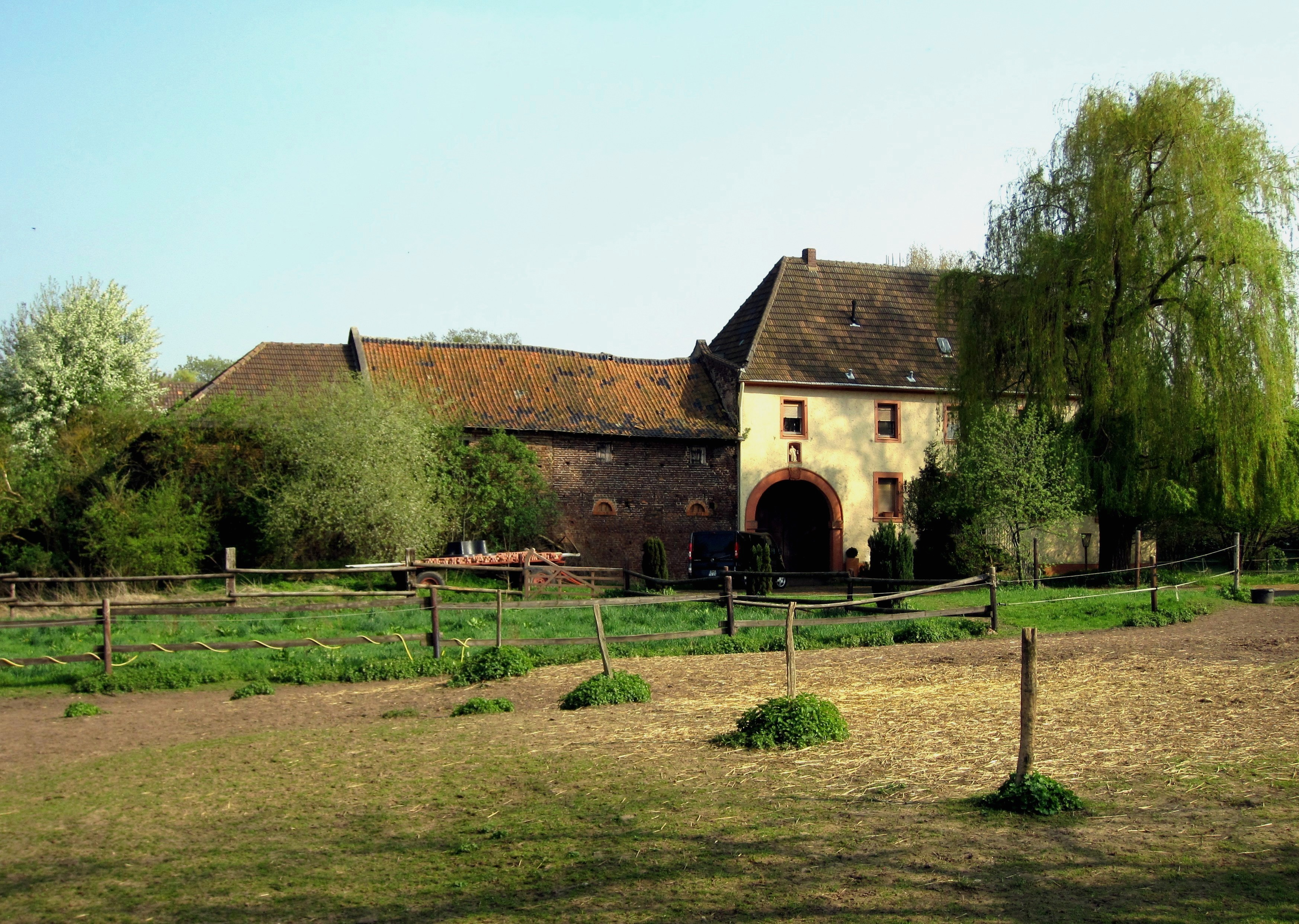
Heutiger Tilmannshof

Die alten Adelshöfe wie Ketzgenshof, Weiherhof und der kurfürstliche Hof sind verschwunden, ihre Lage ist aus Katasterkarten zu erschließen.
An der Dirmerzheimer Burg, heute nach einem ehemaligen Pächter Tilmannshof genannt, wurden in einem Trakt der Wirtschaftsgebäude Wohnungen eingerichtet. Sie grenzen an das barocke ehemalige Herrenhaus, dessen kreuzgratgewölbter Keller zu einer früheren Burganlage gehörte. Die Reste des Wassergrabens, die bis vor einigen Jahrzehnten noch den rückwärtigen Teil der Hofanlage umschlossen, sind verschwunden.
Die Mühle der Herren von Loe hatte 1905 die Familie Radmacher erworben. Bis 1954 war die vor dem Zweiten Weltkrieg auf Elektrobetrieb umgestellte Mühle in Betrieb. Vor einigen Jahren wurde das leerstehende Mühlenhaus der ehemaligen Mühle in Absprache mit dem Landeskonservator zu Wohnungen umgebaut.
Durch die Heimatvertriebenen und in späteren Jahren durch den Zuzug vieler Neubürger ist Dirmerzheims Bevölkerung stetig angewachsen.
Den berufstätigen Einwohnern bietet die Ortschaft kaum Verdienstmöglichkeiten, fast alle sind Pendler zwischen ihrem Wohnort und einem auswärtigen Arbeitsplatz, meist in den nahegelegenen Industriebetrieben oder in Köln. Landwirtschaft spielt im Ort keine Rolle mehr. Eine Pferdepension liegt außerhalb des Ortes zwischen Dirmerzheim und Gymnich. Die Nahversorgung der Einwohner sichern eine Bäckerei und eine Filiale der Raiffeisenbank Gymnich. 2007 wurde der Platz an der Kreuzung von Brückenstraße, Platzstraße und Am Schießberg zum Dorfmittelpunkt ausgebaut. Dort gibt es auch ein Hotel.
Der Ort hat eine sehr aktive Dorfgemeinschaft, in der die Zugezogenen integriert sind und sich wie die Alteingesessenen am regen Vereinsleben in zahlreichen Vereinen beteiligen.
Seit September 1997 hat der Ort ein Gemeindezentrum, das hinter der Kirche auf einem von der Kirche gestellten Grundstück gemeinsam von der Kirchengemeinde und der Stadt Erftstadt errichtet wurde. Es besteht aus zwei Bauteilen, einem Pfarrzentrum und einer Mehrzweckhalle.
Dirmerzheim hatte am 31. Mai 2018 insgesamt 2199 Einwohner. Ortsbürgermeister ist derzeit Wilfried Esser (Stand Mai 2021).

### Verkehr
Durch die VRS-Buslinie 920 der Rhein-Erft-Verkehrsgesellschaft von Erftstadt Bahnhof über Lechenich bis Kerpen–Horrem mit Bahnanschluss nach Köln und Aachen ist Dirmerzheim an das überörtliche Verkehrsnetz angebunden. Zusätzlich verkehren einzelne Fahrten der auf die Schülerbeförderung ausgerichteten Linie 974.
| Linie | Verlauf                                                                                                |
| ----- | --- |
| 789   | AST-Verkehr: Anrufsammeltaxi Erftstadt / Hürth-Hermülheim                                              |
| 920   | Erftstadt Bf – Liblar – Lechenich – Konradsheim – Dirmerzheim – Gymnich – Kerpen – Sindorf – Horrem Bf |
| 974   | Stadtverkehr Erftstadt                                                                                 |

Die nächste Autobahnanschlussstelle ist Erftstadt-Gymnich an der A 61.

### Sehenswürdigkeiten
In Dirmerzheim finden sich als einige unter Denkmalschutz gestellte Gebäude. Zu diesen gehören die Pfarrkirche St. Remigius, der Tilmannshof und der Mühlenhof, ferner Backsteinwohnhäuser vom Ende des 19. und Anfang des 20. Jahrhunderts und Fachwerkhäuser. Hinzu kommen ein alter Bildstock und der kleine jüdische Friedhof an der Baumstraße, der kleinste im Rhein-Erft-Kreis. Ein preußischer Meilenstein steht außerhalb des Ortes an der Landstraße nach Gymnich.

### Friedhof
Im Jahr 1865 wurde der bisher um die Kirche gelegene Friedhof aufgegeben und ein neuer Friedhof auf einem von der Gemeinde erworbenen Grundstück am Ortsausgang an der Landstraße nach Gymnich angelegt.